# Parc international La Amistad
Le parc international La Amistad ( « Parque Internacional La Amistad »  pour les hispanophones) est un parc national qui s'étale du Costa Rica au Panama.

Classé comme un parc national dans chacun des deux pays, il est aussi classé au patrimoine mondial de l'humanité.
Cette forêt des brumes est un point chaud régional de biodiversité (il abriterait environ 20 % des espèces régionales, c'est-à-dire de l'Amérique centrale). Mais surtout, ce parc est un des principaux cœurs de nature, stratégiquement vital, du projet de restauration de l'infrastructure écologique panaméricaine dite « Corridor biologique méso-américain » ; large corridor biologique que l'on cherche à restaurer pour permettre aux espèces de naturellement mieux circuler entre les deux Amériques, et qui pourrait peut-être aussi dans l'avenir aussi jouer un rôle important de corridor climatique. Le fonctionnement de ce corridor est toutefois aujourd'hui pour partie limité par la fragmentation écologique majeure qu'a causée le creusement du canal de Panama, qui a physiquement (et pour partie biologiquement) coupé et isolé l'Amérique du Nord de l'Amérique du Sud.

## Gestion transfrontalière
C'est une des rares aires protégées gérée de manière transfrontalière dans le monde.

La gestion de cette forêt des brumes associe les administrations du Costa Rica (Caribbean La Amistad  and Pacific La Amistad Conservation Areas) et du Panama, conformément à une recommandation de l'UNESCO, après l'inscription du parc sur la liste du patrimoine mondial.
Le parc est divisé en deux parties à peu près égales (entre le Costa Rica et le Panama), dans le cadre des réserves autrefois dénommées La Amistad Reserves of the Talamanca mountain range.

## Superficie

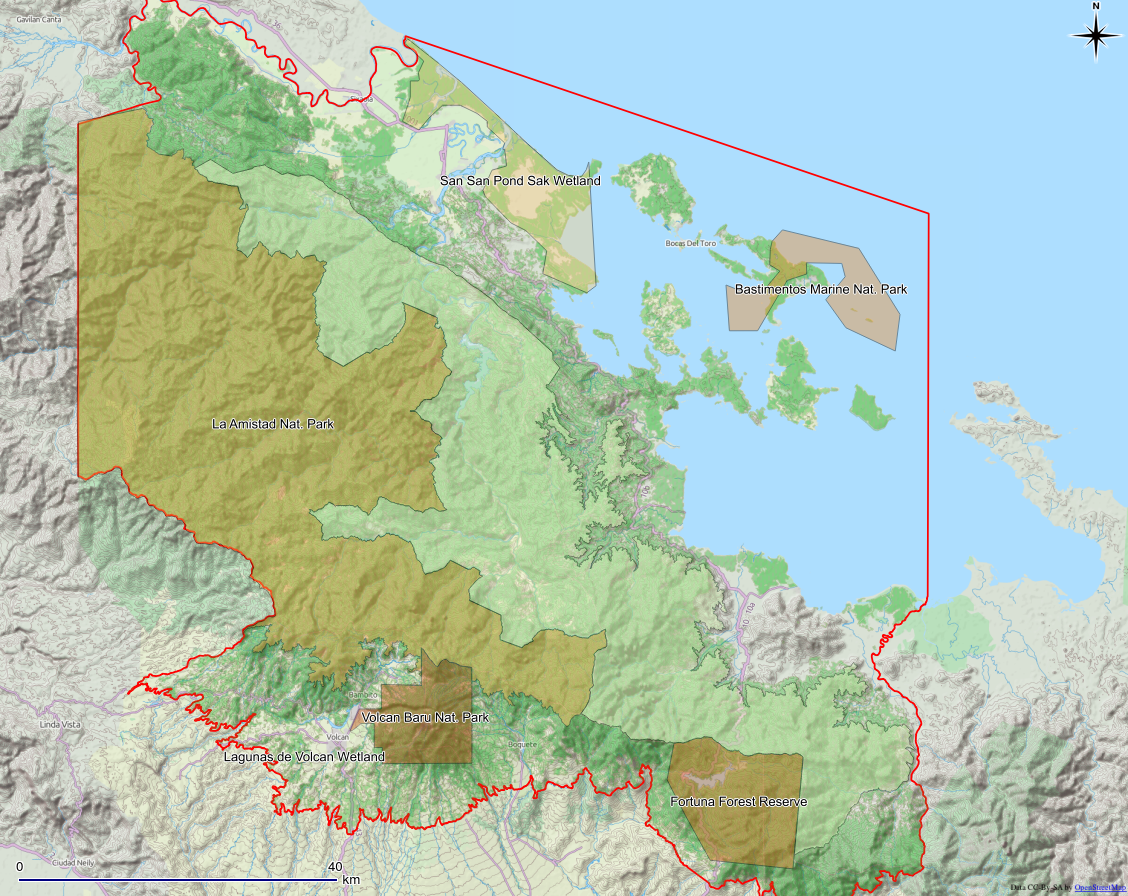
Carte des parcs nationaux du nord-est du Panama.

Le parc protège 401 000 hectares de forêts tropicales humides. Ce qui reste modeste pour une zone tropicale, mais qui en fait néanmoins la plus grande réserve naturelle d'Amérique centrale.

Conformément aux recommandations de l'ONU, de l'UICN et du Programme Mand & Biosphère, il est entouré d'une zone tampon de 15 km où les activités humaines doivent veiller à être plus respectueuses de la nature.

## La zone tampon du parc
Destinée à limiter les impacts anthropiques sur le cœur du parc, elle est gérée et occupée par des planteurs de café, des éleveurs et producteurs de viande bovine et des populations autochtones vivant d'une agriculture de subsistance.

À cause de (ou grâce à...) la difficulté du terrain (relief très marqué, sols sensibles aux glissements de terrain et coulées de boue), le parc a  été relativement épargné par la déforestation, les pollutions, et la fragmentation par les routes.
Le site internet de l'état du Panama comprend, conformément à la constitution du pays, un formulaire permettant de signaler les dégradations de l'environnement faites au parc ou n'importe où dans le pays(droit de plainte et pétition. La loi panaméenne no 41 de 1er juillet 1998 sur le droit de l'environnement dispose que « toute personne physique ou morale est tenue de prévenir les dommages à l'environnement et lutter contre la pollution » ).

## Exploration scientifique et découvertes
L'étude de la faune, flore, fonge et des écosystèmes du parc est à peine entamée. Elle est rendue difficile par les conditions du milieu. Elle se fait par des scientifiques du monde entier, et de manière plus organisée depuis 2003.

En 2006, l'initiative Darwin du Royaume-Uni a financé un projet collaboratif d'exploration affinée, sur trois ans, coordonné par le musée d'histoire naturelle de Londres, l'INBio (Institut national de la biodiversité (du Costa Rica), l'ANAM et l'université du Panama. Le but principal de cette initiative est de fournir au parc des bases d'informations sur l'écologie du parc et un début de cartographie de la biodiversité.
Ce travail s'est appuyé sur les données et échantillons collectés par sept expéditions multi-disciplinaire et internationales dans les zones les plus reculées de La Amistad ; Les scientifiques ont ainsi collecté, déterminé ou déposé dans les collections nationales du Costa Rica et du Panama :
- 7 500 espèces de plantes ;
- 17 000 coléoptères ;
- 380 reptiles et amphibiens.

Des espèces nouvelles pour la science :

En 3 ans (7 expéditions), ont été découvertes ;
- 12 espèces végétales ;
- une espèce de bousier ;
- quinze amphibiens ;
- trois espèces de reptiles.